# Красный Судостроитель (мост)
Мост «Кра́сный Судострои́тель» — пешеходный металлический балочный мост через реку Охту в Красногвардейском районе Санкт-Петербурга. Соединяет Большую и Малую Охту. Расположен между Комаровским мостом и мостом Шаумяна.

## Название
Название известно с 1928 года и дано по расположенному рядом заводу «Красный Судостроитель».

## История
В 1928 году для связи микрорайонов в северной части Новочеркасского проспекта с промышленными зонами правого берега Охты был построен деревянный пешеходный мост. Мост был пятипролётным, с металлическим пролётным строением на деревянных устоях и промежуточных опорах. Покрытие и ограждение были тоже деревянными. В 1969 году произведён капитальный ремонт моста с сохранением прежней конструкции.
В 1984—1985 годах деревянный мост перестроили на новой оси в 6,5 м ниже по течению. Авторы проекта реконструкции — инженеры «Ленмосттреста» 3. Г. Васильева и А. А. Сизов. Мост стал трёхпролётным балочно-консольной системы с подвеской. Устои были выполнены в виде одиночных железобетонных свай. Пролётное строение состояло из двух клееных деревянных балок двутаврового сечения, изготовленных на ДОС-1 в Ленинграде. Пешеходная часть состояла из древесных плит, покрытых полимербетоном. Длина моста составляла 65 м, ширина — 2,25 м. В 1996 году произведена реконструкция моста с переустройством настила прохожей части в дощатое и устройством новых перил из бруса. Кроме того, были усилены стыки консольной и подвесных балок.
В 2002 году из-за аварийного состояния мост был разобран, сохранились только опоры и гранитные парапеты. В 2010 году по заказу Дирекции транспортного строительства ЗАО «Геомост» (ГИП Савокин С. В.) был разработан проект капитального ремонта (восстановления) моста, получивший положительное заключение государственной экспертизы.
Капитальный ремонт выполнен в 2019—2020 годах. Подрядчиком была компания ООО «НПП «Путьсервис». В ходе ремонта усилены береговые и промежуточные опоры, смонтировано новое пролётное строение, выполнено благоустройство прилегающих участков набережных с устройством наружного освещения. 20 октября 2020 года реконструированный мост был открыт.

## Конструкция
Мост трёхпролётный металлический, балочно-неразрезной системы. Пролётное строение состоит из двух металлических балок, полной длиной 63,59 м, которые в свою очередь состоят из двух двутавров №55, объединённых между собой поперечными связями. Схема моста 20,15 + 23,19 + 20,15 м (расчётные пролёты). Стыки монтажных секций балок на высокопрочных болтах, остальные соединения элементов пролётных строений сварные. Высота судоходного габарита — 4,9 м. Устои из монолитного железобетона, на свайном основании. Промежуточные опоры одностолбчатые – железобетонные сваи-оболочки диаметром 60 см, на свайном ростверке, обустроенные железобетонными ригелями. Усилены металлической рубашкой с заполнением полости раствором:16—17. Полная длина моста по задним граням устоев составляет 68,9 м, ширина — 2,85 м (ширина прохожей части — 2,25 м). 
Мост предназначен для движения пешеходов. Покрытие прохожей части — литой асфальт по гидроизоляции, уложенных по металлической плите пролётного строения моста. Перильное ограждение металлическое сварное простого рисунка, с металлическими стойками, завершается на устоях гранитными тумбами. На мосту установлены 4 опоры освещения.